# دو پنجره
دو پنجره یک مجموعه تلویزیونی محصول به کارگردانی پاشا شاهنده، نویسندگی محمدهادی کریمی و  پاشا شاهنده می‌باشد که از شبکه سه پخش شد.
پاشا شاهنده که تحصیلکرده آمریکا بود مدتی کوتاه بعد از پایان فیلمبرداری و قبل از آن که سریال روی آنتن برود، فوت شد. ویژگی اصلی سریال آن است که به غیر از امین حیایی، نگار فروزنده و حسن شکوهی بازیگران اصلی سریال که با معرفی محمدهادی کریمی سناریست سریال، کار خود را با این مجموعه استارت زدند، شماری از عوامل پشت صحنه و ازجمله کارن همایونفر آهنگساز، مستانه مهاجر تدوینگر و محسن چگینی تهیه‌کننده که حالا از شناخته شده‌های صنف خویش هستند، نیز فعالیت حرفه ای خود را با سریال دو پنجره شروع نمودند.

## خلاصه داستان
این مجموعه در هفت قسمت تهیه شده و دربارهٔ دختر و پسری است که عاشق یکدیگر می‌شوند ولی بعد از مدتی با مشکلات زندگی رو در رو می‌شوند.

## بازیگران
- جمشید مشایخی
- ثریا قاسمی
- گوهر خیراندیش
- جمشید اسماعیل‌خانی
- فخرالدین صدیق‌شریف
- نادیا دلدار گلچین
- امین حیایی
- نگار فروزنده
- حسن شکوهی
- اکبر شامی
- ناصر ازقندی
- اصغر حیدری
- علی بهزادجم
- امین سیاحتگر
- حسن قاسم‌نژاد
- مسعود صدیقی

## عوامل تولید
- کارگردان: پاشا شاهنده
- نویسنده: محمدهادی کریمی
- تصویربردار: حسن عمادی
- صدابردار: علیرضا نوروزیان و شاهرخ استاد حسن
- طراح گریم: محسن اسپهبد
- آهنگ ساز: کارن همایونفر
- تدوینگر: مستانه مهاجر
- طراح صحنه: اکبر شامی
- دستیار کارگردان و برنامه‌ریز: محسن چگینی
- منشی صحنه: سیمین افشار
- جانشین تولید: حسن شکوهی
- مدیر تولید: ناصر ازقندی
- تهیه‌کننده: پاشا شاهنده